# Патрик (фильм, 1978)
«Па́трик» (англ. Patrick) — австралийский мистический фильм ужасов 1978 года производства кинокомпании Australian International Film Corporation, поставленный режиссёром Ричардом Франклином. Сценарий повествует о человеке, который долгое время находится в состоянии комы. В результате обширной травмы головного мозга тело лишилось всех чувств, однако мозг Патрика развивает способность воздействовать на события, окружающих людей и предметы посредством психокинеза (телекинез). Все оставшиеся силы главный герой тратит на то, чтобы играя живыми игрушками, наслаждаться своим могуществом и властью вершить судьбы людей, в том числе главной медсестры Кэссиди и Кэти Жакард. Бюджет фильма составил 400 тысяч долларов США.

## Сюжет
В небольшой частной психиатрической клинике доктора Роже на протяжении трёх лет находится юноша по имени Патрик, убивший свою мать и её любовника. Пациент неподвижно лежит один в палате № 15 ничего не чувствует, не слышит и не видит, но глаза его постоянно открыты. И всё это время он находится на искусственной вентиляции лёгких, не проявляя никаких реакций и рефлексов, ибо по словам врачей его мозг умер три года назад. Главная медицинская сестра и некоторые другие сотрудники клиники полагают, что из гуманных соображений пациенту из палаты № 15 необходимо применить эвтаназию. Однако, по словам хозяина клиники доктора Роже, бесперспективного пациента не отключают от аппарата ИВЛ, несут колоссальные расходы на содержание персонала и дорогостоящее оборудование поскольку он является «подопытным кроликом» — служит объектом для изучения грани между жизнью и смертью. Доктор Роже пытается установить точный момент смерти — «человек медленно умирает, но сама смерть происходит в мгновение ока». Главная медицинская сестра клиники использует пациента из палаты № 15 в качестве своеобразного теста на профпригодность для вновь принятых на работу медицинских сестёр, а также в качестве наказания для провинившихся. Однажды в клинику устраивается на работу Кэти Жакард — молодая медицинская сестра с семейными проблемами. Ухаживая за Патриком, она замечает, что в её жизни начали происходить весьма странные, невероятные и загадочные события. Когда она попыталась поделиться своими подозрениями с окружающими, ей никто не поверил. Тем временем, для общения с Кэти Патрик начал использовать находящуюся в палате электрическую пишущую машинку, управляя её клавишами посредством телекинеза.

## В ролях
- Сьюзен Пенхалигон — Кэти Жакард
- Роберт Хелпманн — доктор Роже
- Род Муллинар — Эд Жакард, муж Кэти
- Брюс Бэрри — доктор Брайан Райт
- Джулия Блэйк — главная медсестра (мэйтрон) Кэссиди
- Хелен Хемингуэй — медсестра Вильямс
- Мария Мерседес — медсестра Пэникэйл
- Уолтер Пим — капитан Фрейзер
- Фрэнк Уилсон — сержант Грант
- Кэрол-Энн Айлетт
- Роберт Томпсон — Патрик

## Производство
Во время съёмок Роберт Хелпманн (доктор Роже) в одной из сцен при попытке поднять Роберта Томпсона (Патрик) повредил спину.

## Критика
На агрегаторе рецензий  рейтинг одобрения составляет 42 % на основе 12 отзывов со средним баллом 5,5 из 10.

## Сиквел
«Патрик ещё жив» — итальянский мистический фильм ужасов, снятый режиссёром Марио Ланди в 1980 году.

## Ремейк
В феврале 2010 года режиссёр Марк Хартли снял ремейк данного фильма.